# Rex (motocicleta)
|  | No s'ha de confondre amb Rex-Acme. |

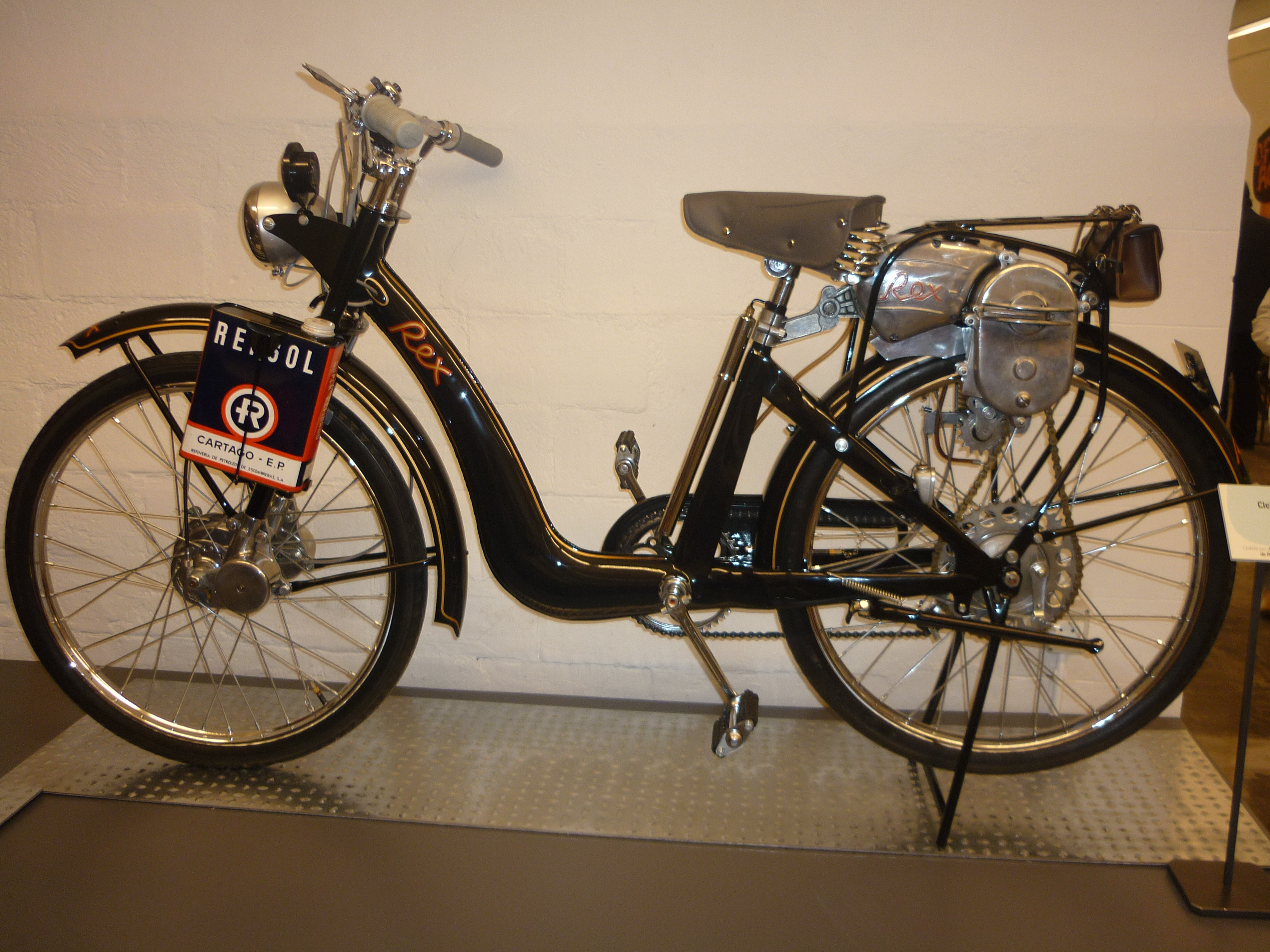
Ciclomotor Rex de 65cc de 1955

Rex fou una marca catalana de motors auxiliars i de ciclomotors, fabricats per l'empresa Construcciones Mecánicas Rex, S.A. i dissenyats per l'enginyer d'automòbils Vilfred Ricart a Barcelona, entre 1953 i 1959.
El motor auxiliar Rex duia transmissió final per corró i es muntava sobre la roda posterior de la bicicleta, ciclomotor o tricicle. L'empresa fabricà també ciclomotors complets, amb bastidor de xapa estampada i suspensió anterior de bieles curtes. El disseny de la forma del bastidor estampat el va encarregar en Francisco Pérez de Olaguer, propietari de l'empresa, al pintor Josep Amat, membre de la Colla, el grup d'artistes que entre els 1940 i 1960 es reunien a la seva casa de la Diagonal a l'hivern i a la de la pintora Olga Sacharoff a l'estiu.